# Konrad Odinsen
Konrad Odinsen, född 1895, död 25 juni 1961, var en norsk tidigare officer i Frälsningsarmén, affärsman och sångförfattare från Bergen.

## Sånger
- Sänd honom bud, vars namn är Jesus Krist, Frälsningsarméns sångbok 1968 som nr 256